# New Zealand Cycle Classic
New Zealand Cycle Classic (indtil 2012 kendt som Tour of Wellington) er et etapeløb i New Zealand. Der er årligt blevet kørt omkring Wairarapa  siden 1988. Løbet har siden 2005 været en del af UCI Oceania Tour, og har kategori 2.2.

## Vindere
| År                        | Vinder             | Toer              | Treer              |
| ------------------------- | ------------------ | ----------------- | ------------------ |
| Tour of Wellington        |                    |                   |                    |
| 1988                      | Darren Rush        |                   |                    |
| 1989                      | Brian Fowler       |                   |                    |
| 1990                      | Brian Fowler       |                   |                    |
| 1991                      | Brian Fowler       |                   |                    |
| 1992                      | Brian Fowler       |                   |                    |
| 1993                      | Clark Richards     |                   |                    |
| 1994                      | Ric Reid           |                   |                    |
| 1995                      | Robbie McEwen      |                   |                    |
| 1996                      | Ric Reid           |                   |                    |
| 1997                      | Corey Sweet        |                   |                    |
| 1998                      | Hayden Bradbury    |                   |                    |
| 1999                      | Julian Dean        | Cory Williams     | Warren Clarke      |
| 2000                      | Brendon Vesty      | Bryce Shapley     | Bart Hickson       |
| 2001                      | Christopher Jenner | Graeme Miller     | Brendon Vesty      |
| 2002                      | Robin Reid         | Hayden Roulston   | Bryce Shapley      |
| 2003                      | Matthew Yates      | Geoffrey Burndred | Timothy Gudsell    |
| 2004                      | Eric Wohlberg      | Robin Reid        | Charles Dionne     |
| 2005                      | Matthew Lloyd      | Fraser MacMaster  | Peter Latham       |
| 2006                      | Hayden Roulston    | Timothy Gudsell   | Evan Oliphant      |
| 2007                      | Hayden Roulston    | Craig McCartney   |                    |
| 2008                      | Travis Meyer       | Robin Reid        | David Pell         |
| 2009                      | Peter McDonald     | Jeremy Vennell    | Timothy Roe        |
| 2010                      | Michael Torckler   | Lachlan Norris    | Jay Robert Thomson |
| 2011                      | George Bennett     | Patrick Lane      | James Williamson   |
| New Zealand Cycle Classic |                    |                   |                    |
| 2012                      | Jay McCarthy       | Darren Lapthorne  | Campbell Flakemore |
| 2013                      | Nathan Earle       | Benjamin Dyball   | William Walker     |
| 2014                      | Michael Vink       | James Oram        | Adam Phelan        |
| 2015                      | Taylor Gunman      | Jason Christie    | Dion Smith         |
| 2016                      | Ben O'Connor       | Mark O'Brien      | Stephen Williams   |
| 2017                      | Joseph Cooper      | Logan Griffin     | James Oram         |
| 2018                      | Hayden McCormick   | Ian Bibby         | Robert Stannard    |
| 2019                      | Aaron Gate         | Jesse Featonby    | Jay Vine           |
| 2020                      | Rylee Field        | Aaron Gate        | Corbin Strong      |
| 2021                      | Corbin Strong      | Finn Fisher-Black | Aaron Gate         |
| 2022                      | Mark Stewart       | Ollie Jones       | Laurence Pithie    |
| 2023                      | James Oram         | Josh Burnett      | Adne van Engelen   |
| 2024                      | Aaron Gate         | Elliot Schultz    | Ollie Jones        |